# 弗勒里梅罗日斯
弗勒里梅罗日斯（法語：Fleury-Mérogis，法語發音：[flœʁi meʁɔʒis] ⓘ）是法国法兰西岛大区埃松省的一个市镇，属于埃夫里区。

## 地理
弗勒里梅罗日斯（48°37'46"N, 2°21'41"E）面积6.51 平方千米，位于法国法蘭西島大區埃松省，该省份为法国北部内陆省份，北起上塞纳省和马恩河谷省，西接厄尔-卢瓦省和伊夫林省，南至卢瓦雷省，东临塞纳-马恩省。
与弗勒里梅罗日斯接壤的市镇（或旧市镇、城区）包括：维里-沙蒂永、邦杜夫勒、格里尼、奥尔日河畔莫尔桑、勒普莱西帕泰、里斯-奥朗日斯、聖熱訥維耶沃-德布瓦。

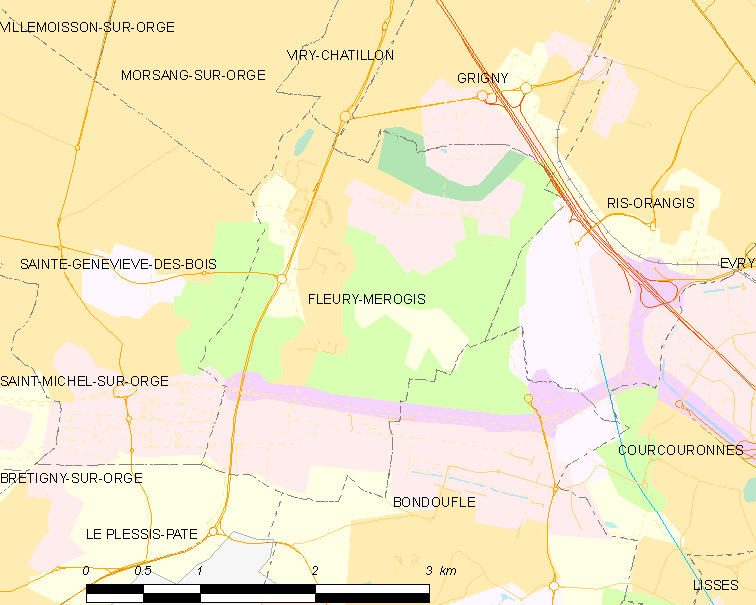
弗勒里梅罗日斯的OSM定位图

弗勒里梅罗日斯的时区为UTC+01:00、UTC+02:00（夏令时）。

## 行政
弗勒里梅罗日斯的邮政编码为91700，INSEE市镇编码为91235。

## 政治
弗勒里梅罗日斯所属的省级选区为里斯-奥朗日斯县。

## 人口

1962-2008年间弗勒里梅罗日斯人口变化图示

弗勒里梅罗日斯于2022年1月1日时的人口数量为13816人。